# Anomianthus dulcis
Anomianthus es un género monotípico de plantas fanerógamas perteneciente a la familia de las anonáceas. Su única especie: Anomianthus dulcis (Dunal) J.Sinclair, es nativa del sudeste de Asia.

## Taxonomía
Anomianthus dulcis fue descrita por (Dunal) J.Sinclair y publicado en The Gardens' Bulletin Singapore 14: 40, en el año 1953.
Sinonimia
- Anomianthus auritus (Blume) Backer
- Anomianthus heterocarpus Zoll.
- Uvaria dulcis Dunal basónimo
- Uvaria heterocarpa Blume[2]